# جورجینا بیر
جورجینا بیر (انگلیسی: Georgina Beyer؛ نوامبر ۱۹۵۷ -  ۶ مارس ۲۰۲۳) سیاست‌مدار اهل نیوزیلند و نمایندهٔ سابق حزب کارگر نیوزیلند در مجلس این کشور بود. او نخستین شهردار و نخستین نمایندهٔ مجلس آشکارا تراجنسی در جهان بود.

## زندگی
بیر که از بومیان مائوری بود، قبل از اینکه به سیاست روی بیاورد بعنوان کارگر جنسی و اجرا کننده در کلوب شبانه کار می کرد. در سال 1995 او به عنوان شهردار شهر کوچک جزیره شمالی کارترتون انتخاب شد. چهار سال بعد او مقام ملی حزب لیبرال کارگر را به دست آورد و تا سال 2007 قانونگذار باقی ماند.

## کارهای مهم او
او به تصویب قانون بسیار مهم اصلاحات فحشا در سال 2003 کمک کرد و کار جنسی را جرم زدایی کرد. در سال 2004، او به تصویب قانونی کمک کرد که اتحاد مدنی همجنس را مجاز می کرد. 9 سال بعد، نیوزلند قانونی را به تصویب رساند که ازدواج همجنس گرایان مجاز شد.

## مرگ
دوستان بیر گفتند که او با آرامش در آسایشگاه درگذشت. آنها فوراً دلیل مرگ را اعلام نکردند، اگرچه بیر قبلاً از نارسایی کلیه رنج می برد و در سال 2017 تحت پیوند کلیه قرار گرفته بود.